# 查仲道
查仲道（？—？），字文夫，江西南昌府寧州人，明朝政治人物。

## 生平
正德八年（1513年）癸酉科應天鄉試第六十四名舉人，九年（1514年）聯捷甲戌科二甲五十三名進士，授兵部主事，疏諫明武宗南巡，被杖幾死。嘉靖初年，朝廷錄用直言之人，擢兵部郎中，出守浙江杭州府，因織造太監暴橫，盡力抗阻，被太監所誣，押械至京，謫官運同，擢福建汀州府知府，卒于官。